# Acritus opimus
Acritus opimus är en skalbaggsart som beskrevs av Cooman 1947. Acritus opimus ingår i släktet Acritus och familjen stumpbaggar. Inga underarter finns listade i Catalogue of Life.